# 1530-1539
De jaren 1530-1539 (van de christelijke jaartelling) zijn een decennium in de 16e eeuw.

## Meerjarige gebeurtenissen

### Christendom

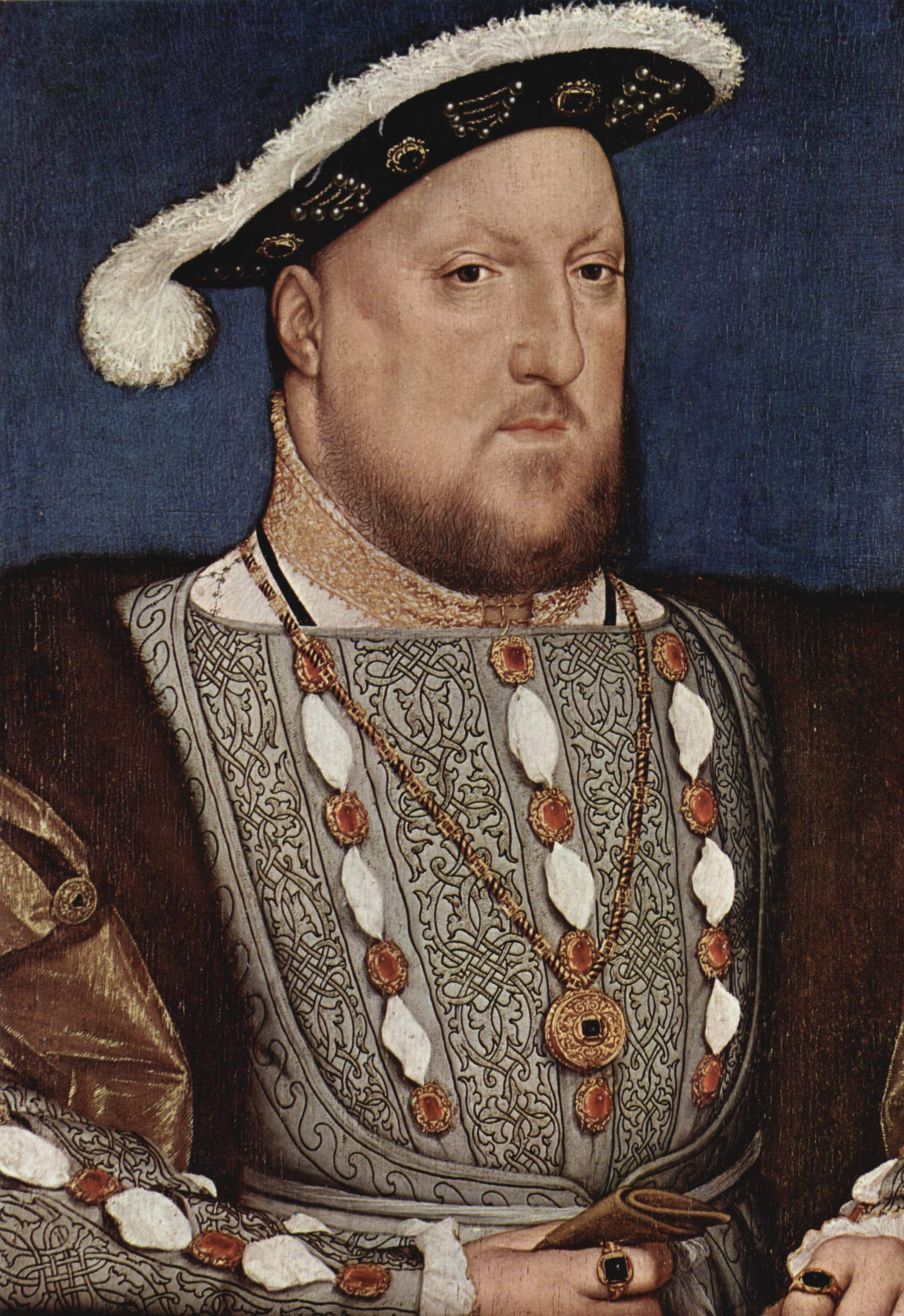
Hendrik VIII

- 1530 : Rijksdag van Augsburg. Keizer Karel V hoopt op een verzoening onder de christenen, wat mislukt. Als reactie op de rijksdag vindt de stichting van het Schmalkaldisch Verbond plaats, een verbond van gereformeerde Duitse vorsten.
- 1533 : De Engelse aartsbisschop Thomas Cranmer wordt door paus Clemens VII geëxcommuniceerd, wegens het nietig verklaren van het huwelijk tussen Hendrik VIII van Engeland en Catharina van Aragon en het geldig verklaren van het geheime tweede huwelijk met Anna Boleyn.
- 1534 : Act of Supremacy. Hendrik VIII wordt door het Engelse parlement aangesteld als het hoofd van de Kerk in Engeland. Oud-kanselier Thomas More wordt opgesloten in de Tower.
- 1536 : Institutio Christianæ Religionis. Johannes Calvijn schrijft zijn magnum opus en vestigt zich in Genève.
- 1538 : Denemarken en Pommeren sluiten zich aan bij het Schmalkaldisch Verbond.

### Lage Landen

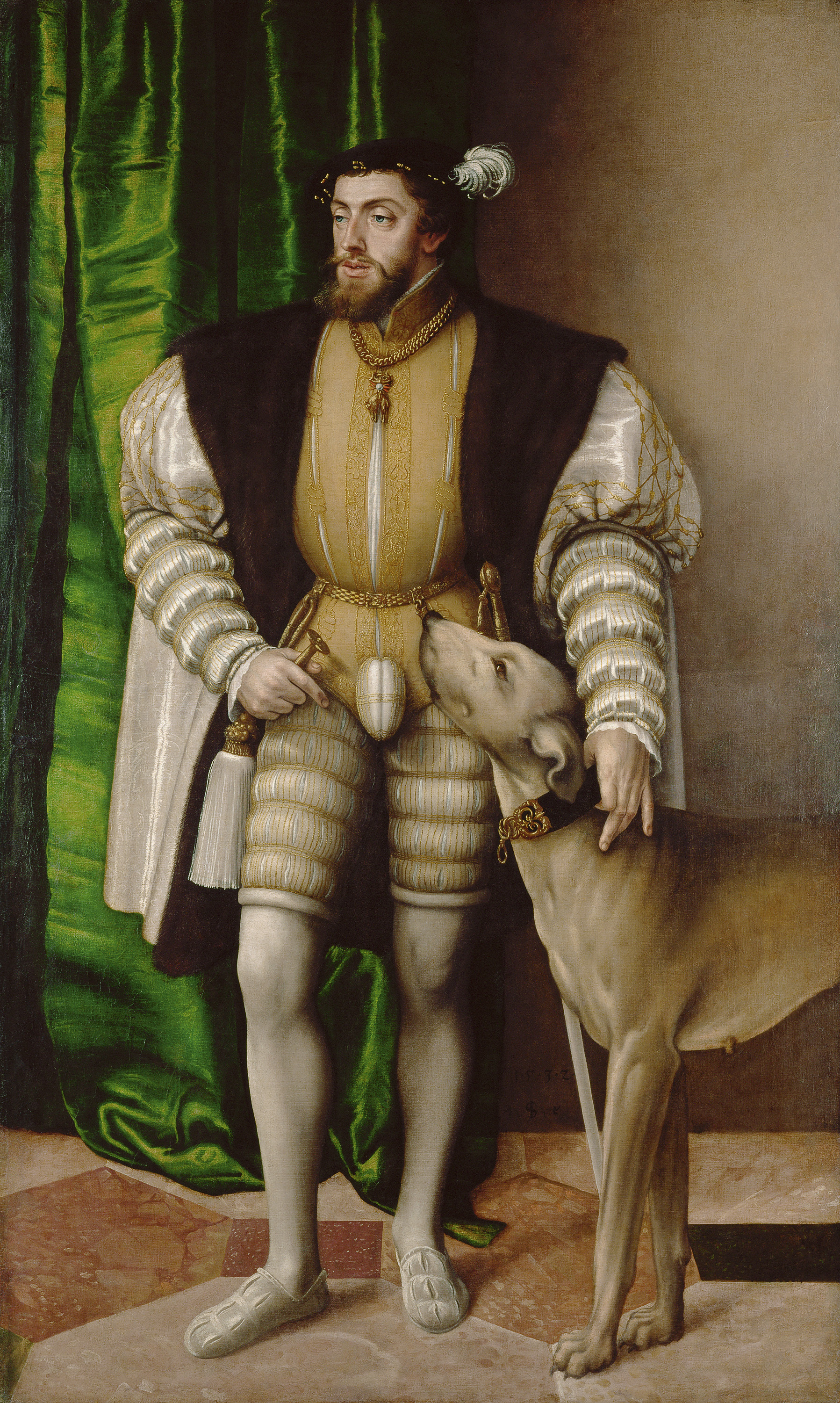
Karel V

- 1530 : Maria van Hongarije, de zus van Keizer Karel V, wordt landvoogdes van de Nederlanden. De Collaterale Raden worden in 1531 te Brussel ingesteld. De Collaterale Raden bestaan uit: de Raad van State, de Geheime Raad en de Raad van Financiën. Tot het jaar 1788 zijn dit de 3 voornaamste bestuursorganen van de Lage Landen.
- Door de Sint-Felixvloed (1530) en de Allerheiligenvloed (1532) worden de gewesten aan de Noordzee- en de Waddenkust zwaar getroffen. Delen van Noord- en Zuid-Beveland blijven de rest van de eeuw onder water staan.
- 1534 : Het eerste openbare pandhuis waar gratis wordt geleend in de Nederlanden, de 'Leenbeurze' in Ieper, wordt opgericht.
- 1535 - In Amsterdam breekt het Wederdopersoproer uit, wanneer wederdopers, in navolging van de stichting van een eigen rijkje in Münster, hun geloof ook in enkele Nederlandse steden willen uitdragen. Er volgt een golf van vervolgingen, het leidt tot terechtstellingen in Amsterdam, Den Haag, Maastricht, Leiden, Luik, Middelburg, Deventer en Wezel. Vele dopersen ontkomen, onder meer naar Texel.
- Tussen 1530 en 1536 wordt de bedding van de Rijn verlegd, zodat de rivier voortaan langs Arnhem stroomt.
- 1537 : De stad Gent weigert een bede van de landvoogdes Maria van Hongarije ter ondersteuning van de oorlogen van keizer Karel V tegen Frankrijk en scheurt het Calfvel publiekelijk. Deze Gentse Opstand wordt door de keizer neergeslagen in 1540. De leiders ervan moeten in boetekleed en met een strop om de hals vergiffenis vragen. Gent wordt aan een nieuw statuut onderworpen, de zogenaamde Concessio Carolina. De Klokke Roeland, zinnebeeld van de Gentse zelfstandigheid, wordt weggehaald uit het belfort en een nieuwe burcht, het Spanjaardenkasteel, zal er voortaan over waken, dat de Gentenaren zich gedragen.
- De Staten van Utrecht erkennen het Huys te Seyst (1536), Huis Rhijnauwen (1536), Huis Lockhorst (1536), Oud-Amelisweerd (1537) en Huize Gunterstein (1539) als ridderhofstad.

### Italiaanse Oorlogen
- 1530 : Keizer Karel wordt tot keizer gekroond.
- 1532 : Paus Clemens VII schenkt aan zijn buitenechtelijke zoon Alessandro de' Medici het Hertogdom Florence.
- 1534 : Franco-Ottomaanse Alliantie : Jean de la Foret wordt benoemd als ambassadeur van Frankrijk aan het hof van de Ottomaanse sultan in Istanbul.
- 1535 : Francesco II Sforza, hertog van Milaan, sterft kinderloos. Dit betekent het einde van de Sforza dynastie.
- 1536-1538 : Italiaanse Oorlog. Karel V schenkt het hertogdom aan zijn zoon Filips.
- 1536 : Frans I van Frankrijk valt het Hertogdom Savoye, een vazal van het Heilig Roomse Rijk, binnen. De Fransen veroveren Turijn.
- 1538 : Vrede van Nice. Frankrijk verkrijgt Piëmont. Voor zijn bewezen diensten wordt Anne de Montmorency bevordert tot connétable.

### Middellandse Zee
- 1530 : De Hospitaalridders krijgen van keizer Karel V het eiland Malta.
- 1534 :  Onder sultan Süleyman I verkrijgt het Osmaanse Rijk de suprematie in de Middellandse Zee. Admiraal Khair ad Din verovert Tunis.
- 1537-1540 : Een nieuwe Ottomaans-Venetiaanse oorlog breekt los.
- 1538 : Slag bij Preveza. Een christelijke alliantie verliest een zeeslag tegen de Ottomaanse vloot.

### Ottomaanse Rijk
- 1532 : Wenen wordt voor een tweede maal belegerd.
- 1533 : Verdrag van Constantinopel. Daarin staat vermeld dat Ferdinand van Oostenrijk   een jaarlijkse schatting van 30 000 gulden moet betalen. Hij krijgt een klein deel van Westelijk Hongarije en Johan Zápolya wordt vorst van Oost-Hongarije en vazal van het Ottomaanse Rijk.
- 1534 : De Ottomanen veroveren Bagdad.

### Amerika
- 1531 : Onze-Lieve-Vrouwe van Guadalupe verschijnt aan de Azteek Juan Diego Cuauhtlatoatzin. Dat maakt zo'n indruk, dat in de volgende tien jaar, acht miljoen Indianen zich laten dopen.
- Gedurende de Spaanse kolonisatie van Midden-Amerika organiseren de Lemca vanuit het huidige El Salvador een verzetsstrijd die gedurende tien jaar aanhoudt. Deze oorlog eindigt met de dood van de Lenca-leider Lempira.
- 1535 : Duarte Coelho, gouverneur van Pernambuco (Koloniaal Brazilië), begint met de exploitatie van suikerrietplantages.

### Ontdekkingsreizen
- 1534 : De Breton Jacques Cartier ontdekt Canada. Deze ontdekking brengt veel voorspoed voor zijn woonplaats Saint-Malo, dat een bloeiende handel in beverpelzen ziet ontstaan.

<< · 1530 · 1531 · 1532 · 1533 · 1534 · 1535 · 1536 · 1537 · 1538 · 1539 · >>
<< · 1500-1509 · 1510-1519 · 1520-1529 · 1530-1539 · 1540-1549 · 1550-1559 · 1560-1569 · 1570-1579 · 1580-1589 · 1590-1599 · >>